# ده كهنة هلو سعد (ميانكوه)
ده کهنة هلو سعد (بالفارسية: ده کهنه هلو سعد) هي قرية تقع في إيران في Miankuh Rural District. يقدر عدد سكانها بـ 394 نسمة بحسب إحصاء 2016.